# 2709 Sagan
A 2709 Sagan (ideiglenes jelöléssel 1982 FH) a Naprendszer kisbolygóövében található aszteroida. Edward L. G. Bowell fedezte fel 1982. március 21-én.